# Calcuttauniversitetet
Calcuttauniversitetet är ett universitet i den indiska staden Kolkata, grundlagt 24 januari 1857; vid grundandet det första universitetet öster om Suez med undervisning i europeiska skolämnen.
Universitetet är idag högt akademiskt rankat, och 650 akademiska lärare undervisar vid 58 olika institutioner.